# Gan (Pyrénées-Atlantiques)
Pour les articles homonymes, voir Gan.
Gan est une commune française située dans le département des Pyrénées-Atlantiques en région Nouvelle-Aquitaine.
Le gentilé est Gantois.

## Géographie

### Localisation
La commune de Gan se trouve dans le département des Pyrénées-Atlantiques, en région Nouvelle-Aquitaine.
Elle se situe à 9,5 km par la route de Pau, préfecture du département, et à 16 km de Nay, bureau centralisateur du canton d'Ouzom, Gave et Rives du Neez dont dépend la commune depuis 2015 pour les élections départementales.
La commune fait en outre partie du bassin de vie de Pau.
Les communes les plus proches sont : 
Bosdarros (3,0 km), Uzos (5,7 km), Rontignon (6,0 km), Narcastet (6,0 km), Mazères-Lezons (6,1 km), Gelos (6,2 km), Jurançon (6,5 km), Baliros (6,6 km).
Sur le plan historique et culturel, Gan fait partie de la province du Béarn, qui fut également un État et qui présente une unité historique et culturelle à laquelle s’oppose une diversité frappante de paysages au relief tourmenté.

### Communes limitrophes
Les communes limitrophes sont  Bosdarros, Buziet, Buzy, Gelos, Jurançon, Lasseubetat, Lasseube, Rébénacq et Saint-Faust.
| Saint-Faust                              | Jurançon | Gelos     |
| Lasseube                                 | Gan      | Bosdarros |
| Lasseubetat, Buziet (par un quadripoint) | Buzy     | Rébénacq  |

### Géologie
Le site naturel fossilifère de Gan est un lieu unique de grande valeur géologique et écologique. À la suite de la cessation d’activité de l’ancienne tuilerie de Gan, en 1974, la fosse d’extraction de marne s’est peu à peu remplie pour former un étang. Au fil des ans, la nature a investi les lieux et ce site abrite aujourd’hui une biodiversité importante. Les zones aquatiques, la végétation des rives, les boisements, les prairies, sont autant de milieux naturels qui favorisent le développement d’une faune et d’une flore caractéristiques.
Ce site est bien connu des géologues pour sa richesse en fossiles. On le date de l'étage yprésien, soit il y a environ 50 millions d'années. Des fossiles caractéristiques de milieux marins y ont été trouvés. Ce site a été identifié d'intérêt prioritaire par le conseil général des Pyrénées-Atlantiques lors d'un inventaire du patrimoine géologique réalisé il y a quelques années. Au début des années 2000, le conservatoire d'espaces naturels d'Aquitaine met en évidence la valeur écologique du site. Un partenariat est ainsi mis en place avec la réserve naturelle nationale géologique de Saucats et la Brède pour l'évaluation du patrimoine géologique du site, en complément de l'étude naturaliste réalisée. Ce rapprochement a abouti à un projet de plan de gestion et de mise en valeur pédagogique du site.
Le site est désormais géré par le CEN Aquitaine, en partenariat avec le RNG de Saucats sur les aspects fossilifères, dans le cadre d'une convention signée avec la commune de Gan. Une valorisation du site a été réalisée avec l'aménagement d'un sentier de découverte équipé de panneaux pédagogiques conçus avec la participation des élèves de l'école élémentaire Paule-Constant. Hélas, hormis les panneaux d'accueil, la quasi-totalité de ces supports a été lourdement vandalisée. En 2013, un nouveau projet collaboratif a été initié, coordonné par le CPIE Béarn et associant de multiples acteurs, dans le but de développer de nouveaux outils pédagogiques pour la découverte des nombreuses richesses de ce site.

### Hydrographie

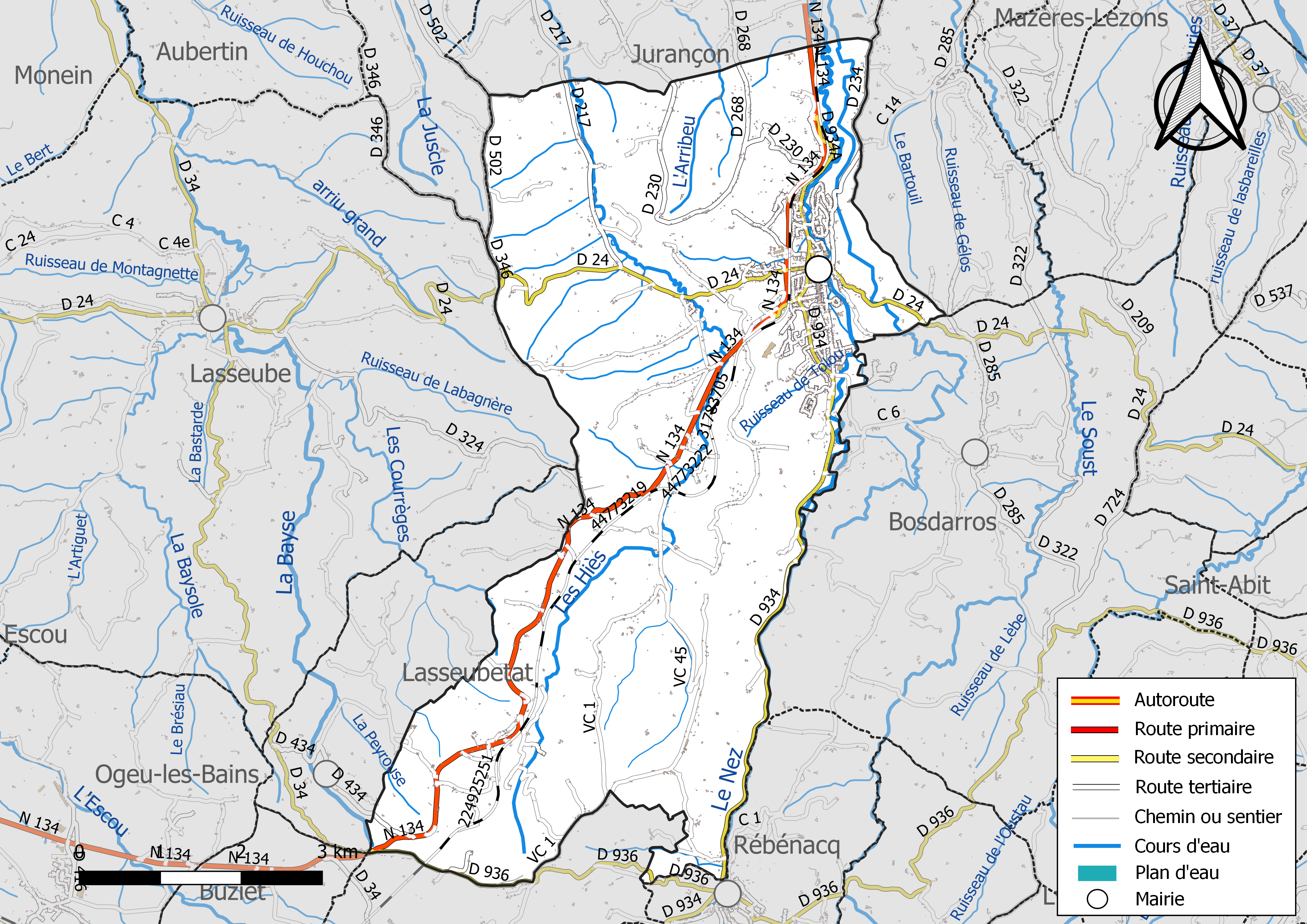
Réseaux hydrographique et routier de Gan.

Les terres de la commune sont arrosées par des affluents du gave de Pau, la Bayse (rejointe sur la commune par le ruisseau la Peyrouse), le Neez (ainsi que par ses tributaires, les ruisseaux de Trébessot et de Tolou) et las Hies et deux tributaires de ce dernier, les ruisseaux l'Arribeu et de Casabonne. Un affluent du ruisseau de Labagnère, qui rejoindra plus loin la Bayse, le ruisseau les Courrèges, traverse également le territoire de Gan.

### Climat
Pour des articles plus généraux, voir Climat de la Nouvelle-Aquitaine et Climat des Pyrénées-Atlantiques.
Historiquement, la commune est exposée à un climat de montagne.  
En 2020, Météo-France publie une typologie des climats de la France métropolitaine dans laquelle la commune est toujours exposée à un climat de montagne et est dans la région climatique Pyrénées atlantiques, caractérisée par une pluviométrie élevée (>1 200 mm/an) en toutes saisons, des hivers très doux (7,5 °C en plaine) et des vents faibles.
Pour la période 1971-2000, la température annuelle moyenne est de 12,8 °C, avec une amplitude thermique annuelle de 13,7 °C. Le cumul annuel moyen de précipitations est de 1 326 mm, avec 11,7 jours de précipitations en janvier et 9,2 jours en juillet. Pour la période 1991-2020, la température moyenne annuelle observée sur la station météorologique la plus proche, située sur la commune d'Asson à 15 km à vol d'oiseau, est de 13,2 °C et le cumul annuel moyen de précipitations est de 1 376,5 mm,. Pour l'avenir, les paramètres climatiques de la commune estimés pour 2050 selon différents scénarios d’émission de gaz à effet de serre sont consultables sur un site dédié publié par Météo-France en novembre 2022.

### Milieux naturels et biodiversité

#### Réseau Natura 2000
Le réseau Natura 2000 est un réseau écologique européen de sites naturels d'intérêt écologique élaboré à partir des Directives « Habitats » et « Oiseaux », constitué de zones spéciales de conservation (ZSC) et de zones de protection spéciale (ZPS).
Un site Natura 2000 a été défini sur la commune au titre de la « directive Habitats » : le « gave de Pau », d'une superficie de 8 194 ha, un vaste réseau hydrographique avec un système de saligues encore vivace,.

#### Zones naturelles d'intérêt écologique, faunistique et floristique
L’inventaire des zones naturelles d'intérêt écologique, faunistique et floristique (ZNIEFF) a pour objectif de réaliser une couverture des zones les plus intéressantes sur le plan écologique, essentiellement dans la perspective d’améliorer la connaissance du patrimoine naturel national et de fournir aux différents décideurs un outil d’aide à la prise en compte de l’environnement dans l’aménagement du territoire.
Une ZNIEFF de type 1 est recensée sur la commune, : 
le « site fossilifère de Gan » (20,39 ha) et une ZNIEFF de type 2,, : 
les « coteaux et vallées "bocagères" du Jurançonnais » (20 986,16 ha), couvrant 23 communes du département.

## Urbanisme

### Typologie
Au 1er janvier 2024, Gan est catégorisée bourg rural, selon la nouvelle grille communale de densité à sept niveaux définie par l'Insee en 2022.
Elle appartient à l'unité urbaine de Pau, une agglomération intra-départementale regroupant 55  communes, dont elle est une commune de la banlieue,,. Par ailleurs la commune fait partie de l'aire d'attraction de Pau, dont elle est une commune de la couronne,. Cette aire, qui regroupe 227 communes, est catégorisée dans les aires de 200 000 à moins de 700 000 habitants,.

### Occupation des sols

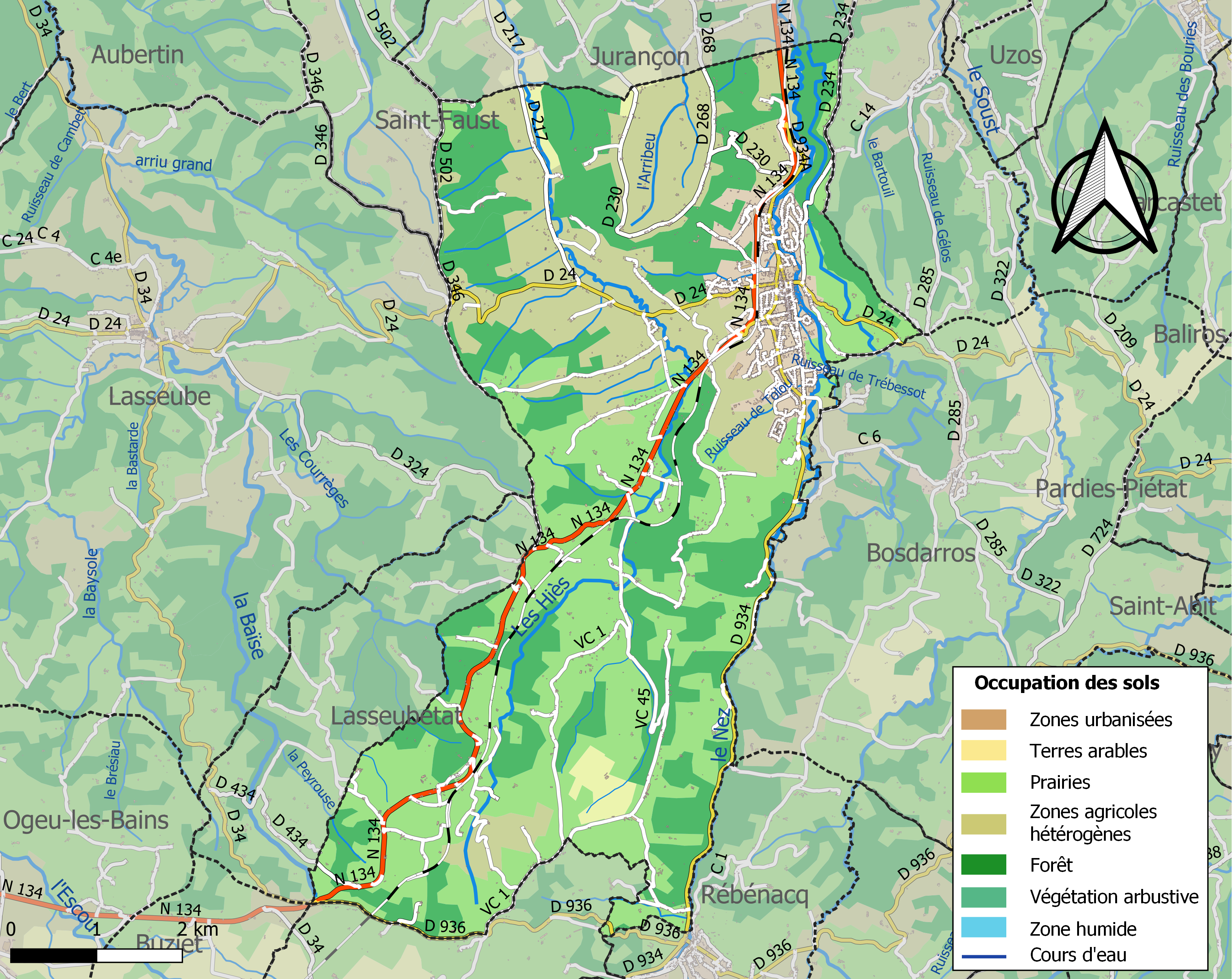
Carte des infrastructures et de l'occupation des sols de la commune en 2018 (CLC).

L'occupation des sols de la commune, telle qu'elle ressort de la base de données européenne d’occupation biophysique des sols Corine Land Cover (CLC), est marquée par l'importance des territoires agricoles (61,5 % en 2018), en diminution par rapport à 1990 (63,1 %). La répartition détaillée en 2018 est la suivante : 
prairies (37,3 %), forêts (31,9 %), zones agricoles hétérogènes (22,5 %), zones urbanisées (5,8 %), terres arables (1,4 %), zones industrielles ou commerciales et réseaux de communication (0,8 %), cultures permanentes (0,2 %). L'évolution de l’occupation des sols de la commune et de ses infrastructures peut être observée sur les différentes représentations cartographiques du territoire : la carte de Cassini (XVIIIe siècle), la carte d'état-major (1820-1866) et les cartes ou photos aériennes de l'IGN pour la période actuelle (1950 à aujourd'hui).

### Lieux-dits et hameaux
- Acots
- Andoins
- Haut-de-Gan
- Ibos
- Latapy
- Saint-Georges

### Voies de communication et transports

#### Voies routières
La commune est traversée par la route nationale 134, ainsi que par les routes départementales 134, 217 et 230.

#### Transports urbains

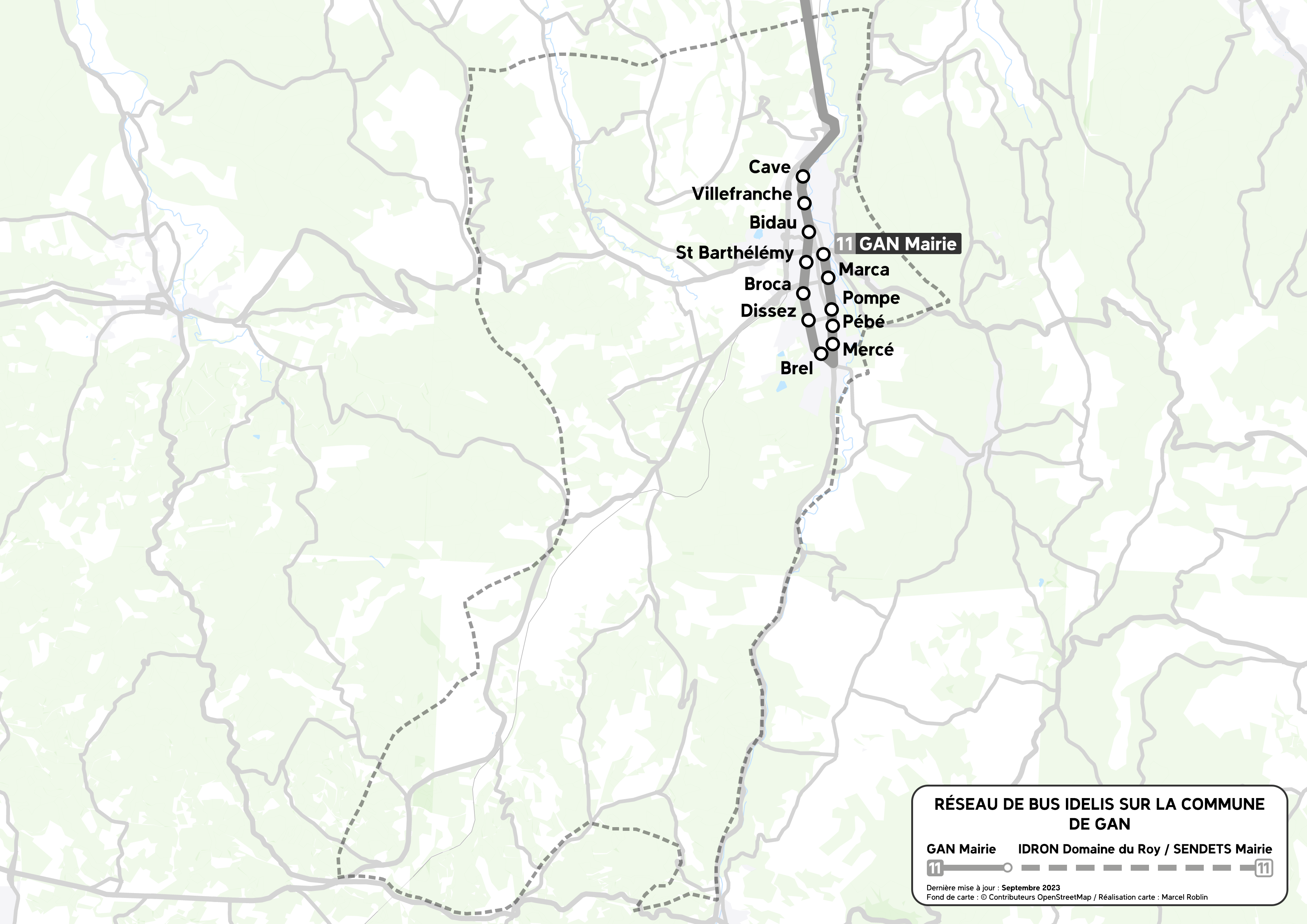
Réseau de bus IDELIS à Gan

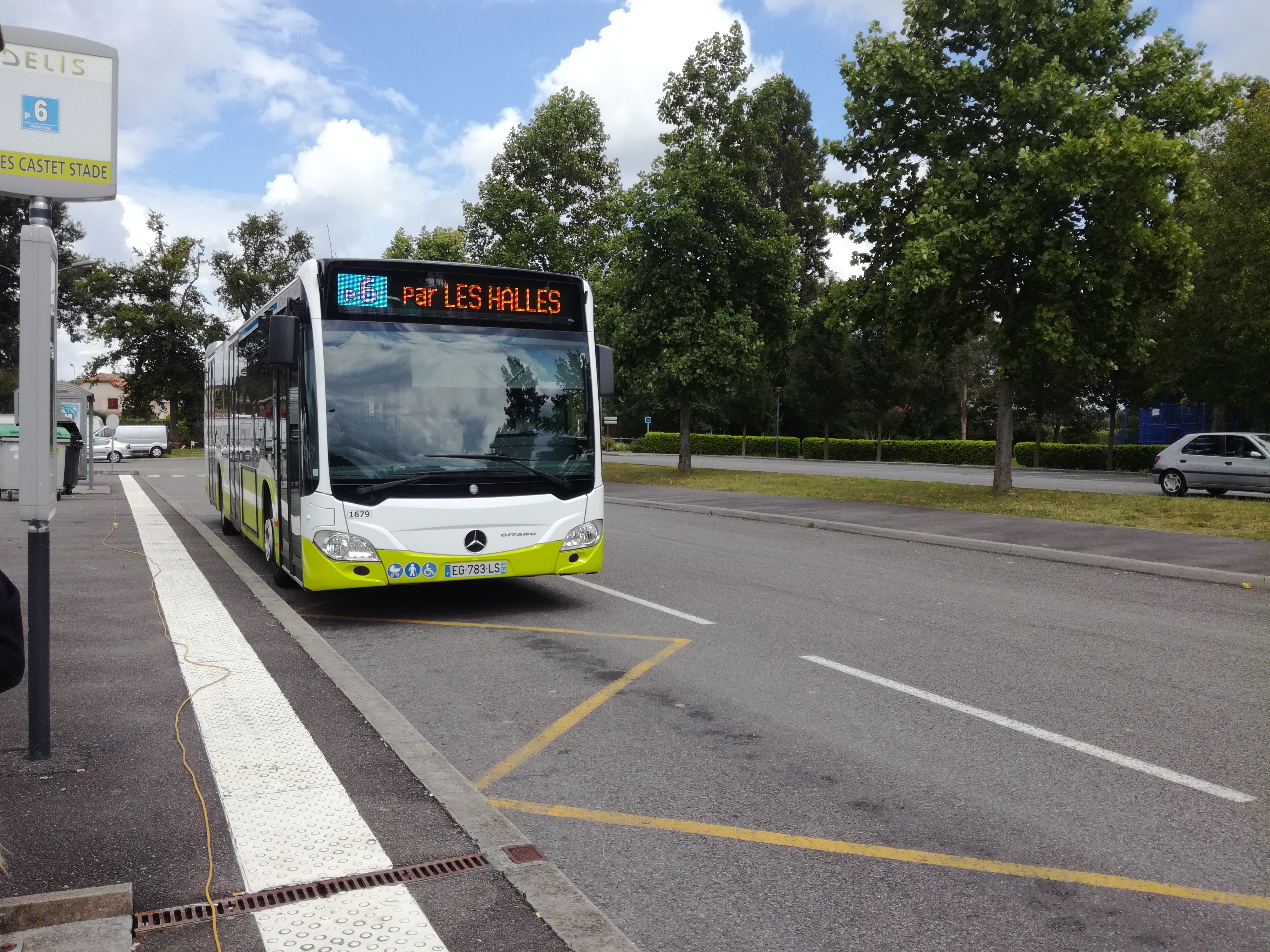
Bus du réseau.

Gan est desservie par le réseau de bus Idelis :
- Gan — Mairie ↔ Idron — Domaine du Roy / Sendets — Mairie

#### Transports interurbains
Gan est desservie par la Citram et la Sobetra.
- Citram : La ligne 0806 -  Pau<>Gourette
- TPO : La ligne 823- Lasseube <> Pau (transport à la demande)

#### Voies ferroviaires

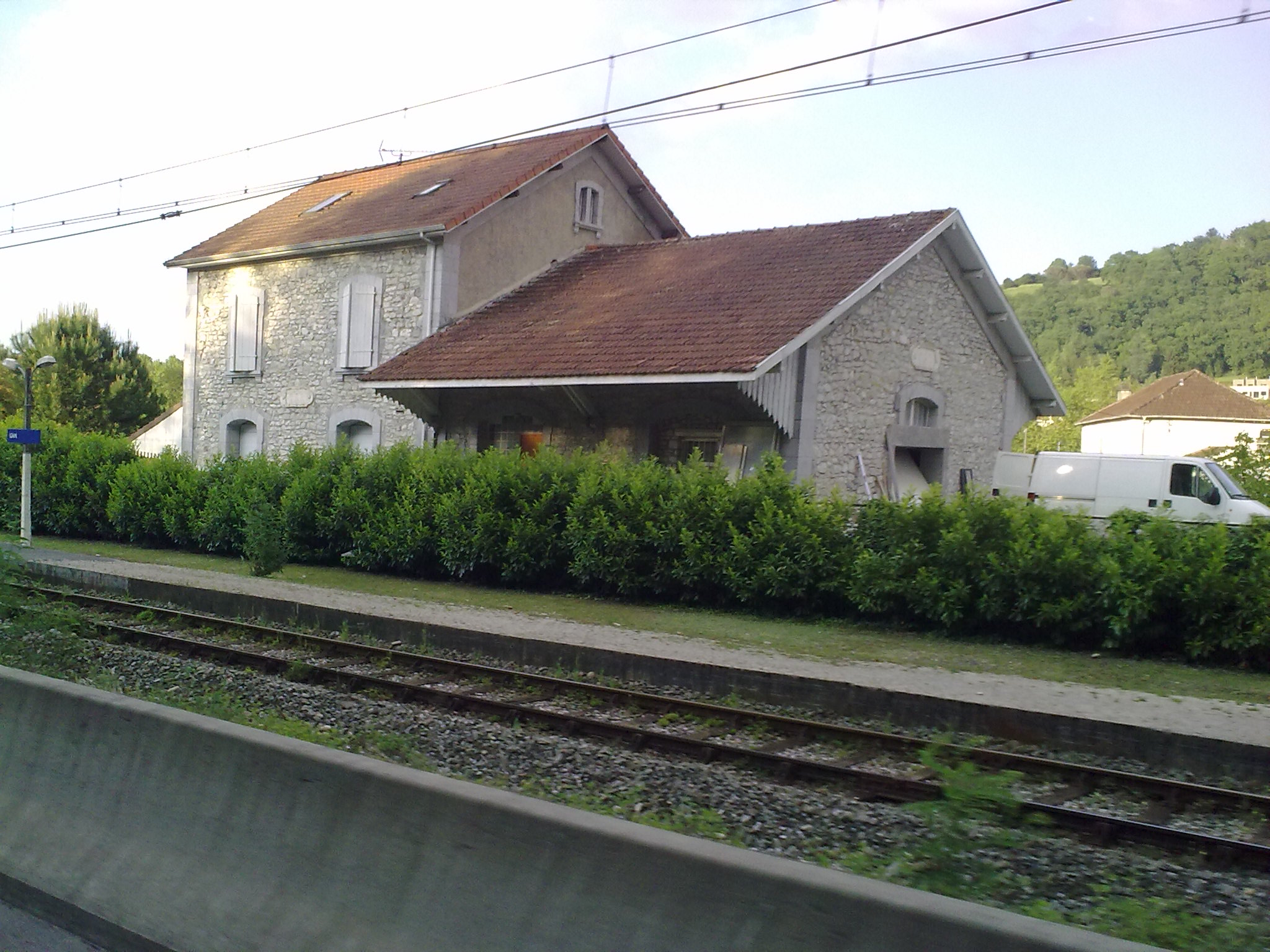
Gare de Gan.

La gare de Gan est située sur la ligne Pau-Canfranc. Elle est desservie par les TER Nouvelle-Aquitaine reliant Pau à Oloron-Sainte-Marie.

### Risques majeurs
Le territoire de la commune de Gan est vulnérable à différents aléas naturels : météorologiques (tempête, orage, neige, grand froid, canicule ou sécheresse), inondations et séisme (sismicité moyenne). Il est également exposé à un risque technologique,  le transport de matières dangereuses. Un site publié par le BRGM permet d'évaluer simplement et rapidement les risques d'un bien localisé soit par son adresse soit par le numéro de sa parcelle.

#### Risques naturels
Certaines parties du territoire communal sont susceptibles d’être affectées par le risque d’inondation par une crue torrentielle ou à montée rapide de cours d'eau, notamment le Nez, les Hiès et la Baïse de Lasseube. La commune a été reconnue en état de catastrophe naturelle au titre des dommages causés par les inondations et coulées de boue survenues en 1983, 1997, 2007, 2008, 2009, 2014, 2018 et 2021,.

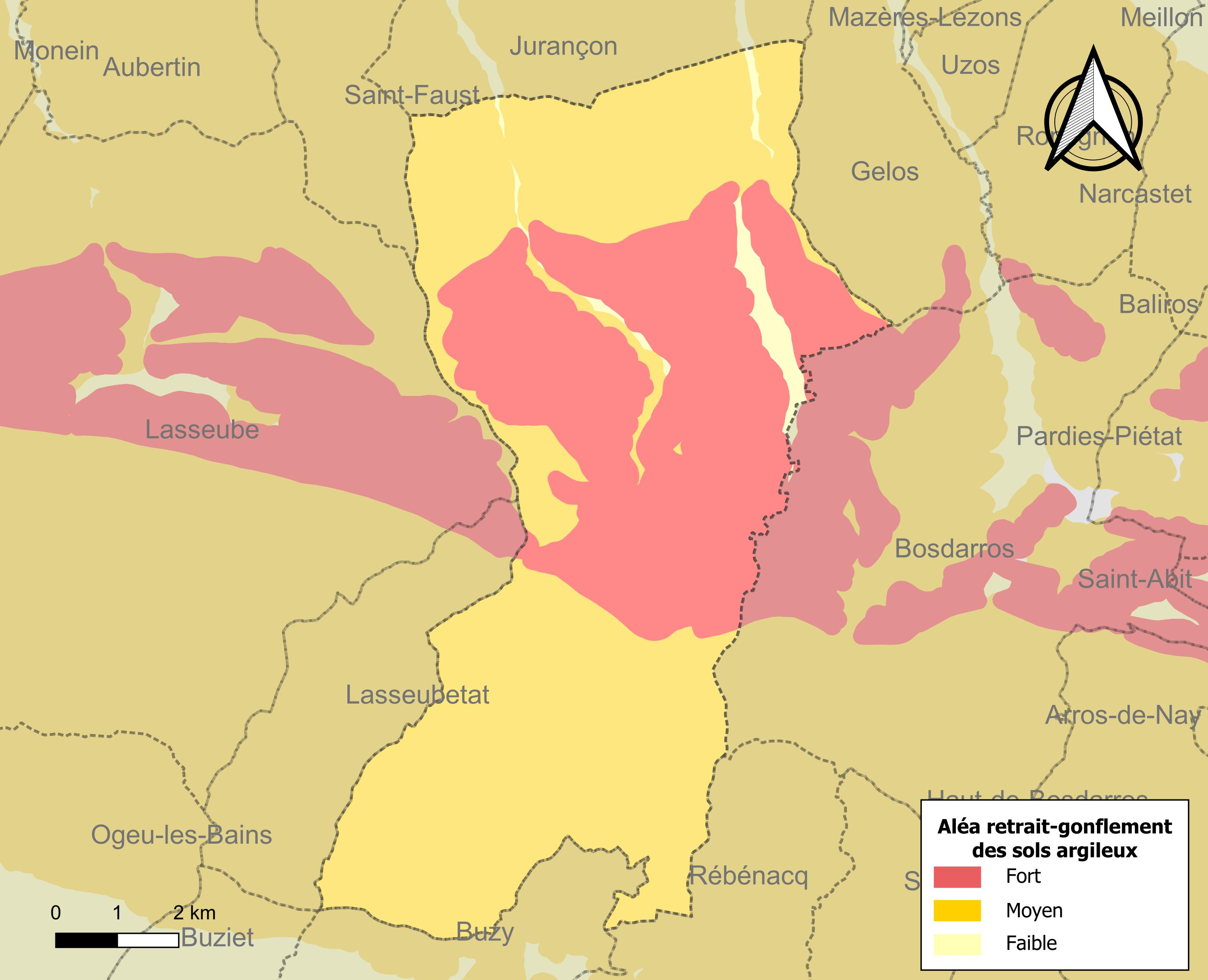
Carte des zones d'aléa retrait-gonflement des sols argileux de Gan.

Le retrait-gonflement des sols argileux est susceptible d'engendrer des dommages importants aux bâtiments en cas d’alternance de périodes de sécheresse et de pluie. 98 % de la superficie communale est en aléa moyen ou fort (59 % au niveau départemental et 48,5 % au niveau national). Depuis le 1er octobre 2020, en application de la loi ELAN, différentes contraintes s'imposent aux vendeurs, maîtres d'ouvrages ou constructeurs de biens situés dans une zone classée en aléa moyen ou fort,.
Concernant les mouvements de terrains, la commune a été reconnue en état de catastrophe naturelle au titre des dommages causés par la sécheresse en 1989 et 1991 et par des mouvements de terrain en 2010, 2016 et 2018.

## Toponymie
À l'instar de nombreuses autres villes neuves fondées à la même époque, Gan emprunte son nom à une ville prestigieuse, Gand en Flandre-Orientale, comme gage du succès de son développement.
Le toponyme Gan apparaît sous les formes
Guan (1358, titres de Buzy),
Gant (1385, censier de Béarn),
Guant (1559, titres de Béarn) et
Gand (1675, réformation de Béarn).
Son nom béarnais est Gant ou Gan.
Le quartier d’Acots est mentionné en 1863 (dictionnaire topographique Béarn-Pays basque), tout comme Andoins, fief créé en 1591 sur la commune et vassal de la vicomté de Béarn.

## Histoire
Gan est une bastide fondée en 1335 par Gaston II de Foix-Béarn. Il lui donne ce nom, homonyme de Gand en Belgique, en souvenir de la campagne de Flandres à laquelle il a participé.
Important point de passage de la transhumance, elle s'étend rapidement. En 1385 Gan compte 175 feux, elle est à l'époque plus importante que Pau. Elle dépend alors du bailliage de Nay. La notairie de Gan englobait également Rébénacq. En 1685 Loustau prêtre vicaire de Gan, rédige le testament de Jean de Menjolet (alias de la Nape) en l'absence de notaire.

## Politique et administration

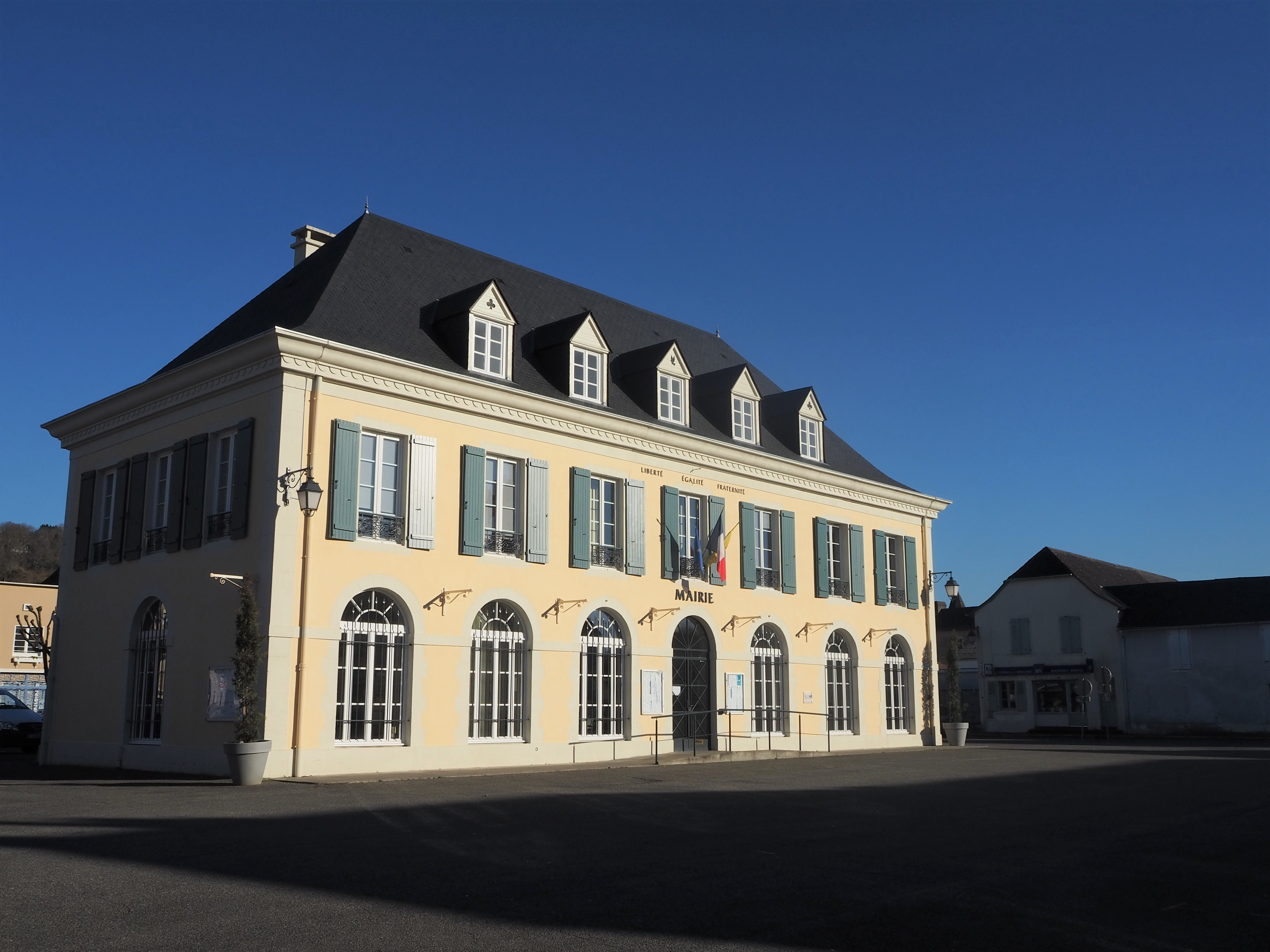
La mairie de Gan.

## Politique et administration[41]

### Liste des maires
| Période                                  | Période      | Identité                 | Étiquette | Qualité                                                                                                  |
| ---------------------------------------- | ------------ | ------------------------ | --------- | --- |
| Les données manquantes sont à compléter. |              |                          |           | |
| 1793                                     | 1805         | Jean-Pierre de Catriulet |           | |
| 1805                                     | 1813         | M. Cuyalaa               |           | |
| 1813                                     | 1815         | Jacques Nogue            |           | |
| 1815                                     | 1815         | M. Bonnafon              |           | |
| 1815                                     | 1818         | Jacques Nogue            |           | |
| 1818                                     | 1831         | Pierre-Antoine Darrac    |           | |
| 1831                                     | 1848         | Pierre Claverie          |           | |
| 1848                                     | 1849         | Barthélémy Duserm        |           | |
| 1849                                     | 1851         | M. Acot                  |           | |
| 1855                                     | 1855         | M. Tillet                |           | |
| 1852                                     | 1855         | Jean-Marie Sarthou       |           | |
| 1855                                     | 1864         | Théodore de Courrèges    |           | |
| 1864                                     | 1872         | Jean-Urbain Barthes      |           | |
| 1872                                     | 1874         | Michel Latapie           |           | |
| 1874                                     | 1882         | Jean-Achille Camy        |           | |
| 1882                                     | 1912         | Xavier Fondeville        |           | Conseiller d'arrondissement (Canton de Pau-Ouest)                                                        |
| 1913                                     | 1919         | Théodore Arbes           |           | |
| 1919                                     | 1943         | Léonce Dissez            |           | |
| 1943                                     | 1944         | Jean Mondinet            |           | |
| 1944                                     | octobre 1947 | Eugène Laborde           |           | |
| octobre 1947                             | mars 1977    | Louis Bidau              |           | |
| mars 1977                                | mars 1983    | Pierre Renon             |           | |
| mars 1983                                | mars 1989    | Pierre Foussats          |           | Médecin généraliste                                                                                      |
| mars 1989                                | juin 1995    | Albert Baubion           |           | |
| juin 1995                                | 2006 (décès) | Jean-Pierre Léris        | UDF       | Directeur de l’institution Saint-Dominique de Pau Conseiller général du canton de Jurançon (1992 → 2004) |
| mars 2006                                | mars 2008    | Éliane Mounat            | UDF       | |
| mars 2008                                | mars 2014    | Jean-Michel Tissanié     | PS        | Ingénieur informatique                                                                                   |
| mars 2014                                | En cours     | Francis Pèes             | DVD       | Chef d'entreprise Vice-président de la CA de Pau-Pyrénées puis de la CA Pau Béarn Pyrénées (2014 →)      |

### Intercommunalité
Gan fait partie de l'aire d'attraction de Pau et est membre de cinq structures intercommunales :
- l’agence publique de gestion locale ;
- la communauté d'agglomération de Pau Béarn Pyrénées ;
- le syndicat AEP de la région de Jurançon ;
- le syndicat d’énergie des Pyrénées-Atlantiques ;
- le syndicat mixte du bassin du gave de Pau.

## Population et société
L'évolution du nombre d'habitants est connue à travers les recensements de la population effectués dans la commune depuis 1793. Pour les communes de moins de 10 000 habitants, une enquête de recensement portant sur toute la population est réalisée tous les cinq ans, les populations de référence des années intermédiaires étant quant à elles estimées par interpolation ou extrapolation. Pour la commune, le premier recensement exhaustif entrant dans le cadre du nouveau dispositif a été réalisé en 2007.

En 2022, la commune comptait 5 649 habitants, en évolution de +2,19 % par rapport à 2016 (Pyrénées-Atlantiques : +3,78 %, France hors Mayotte : +2,11 %).
| 1793  | 1800  | 1806  | 1821  | 1831  | 1836  | 1841  | 1846  | 1851  |
| ----- | ----- | ----- | ----- | ----- | ----- | ----- | ----- | ----- |
| 2 552 | 2 848 | 2 819 | 3 017 | 3 027 | 3 150 | 3 237 | 3 076 | 3 136 |

| 1856  | 1861  | 1866  | 1872  | 1876  | 1881  | 1886  | 1891  | 1896  |
| ----- | ----- | ----- | ----- | ----- | ----- | ----- | ----- | ----- |
| 3 051 | 3 018 | 3 115 | 2 830 | 2 759 | 3 274 | 2 700 | 2 672 | 2 698 |

| 1901  | 1906  | 1911  | 1921  | 1926  | 1931  | 1936  | 1946  | 1954  |
| ----- | ----- | ----- | ----- | ----- | ----- | ----- | ----- | ----- |
| 2 710 | 2 660 | 2 538 | 2 262 | 2 363 | 2 182 | 2 326 | 2 395 | 2 643 |

| 1962  | 1968  | 1975  | 1982  | 1990  | 1999  | 2006  | 2007  | 2012  |
| ----- | ----- | ----- | ----- | ----- | ----- | ----- | ----- | ----- |
| 2 915 | 3 125 | 3 543 | 4 047 | 4 724 | 4 971 | 5 197 | 5 225 | 5 517 |

| 2017  | 2022  | - | - | - | - | - | - | - |
| ----- | ----- | - | - | - | - | - | - | - |
| 5 510 | 5 649 | - | - | - | - | - | - | - |

Gan fait partie de l'aire d'attraction de Pau.

### Enseignement
La commune dispose de deux écoles élémentaires publiques (école de Haut-d- Gan : 1 classe, école Paul- Constant : 11 classes), d'une école maternelle publique (école Pierre-Emmanuel : 6 classes) ainsi que d'une école primaire privée (école Pierre-de-Marca).

### Santé
Le pôle santé comprend :
- deux maisons de soins et de convalescence ;
- deux maisons d'accueil pour personnes âgées ;
- deux cabinets médicaux regroupant médecins et infirmières ;
- deux pharmacies ;
- kinésithérapeutes.

### Sports
Le marathon de Pau emprunte la route de Gan, en provenance de Jurançon.
- Rugby à XV
  - Gan olympique : Champion de France promotion honneur 2017

## Économie

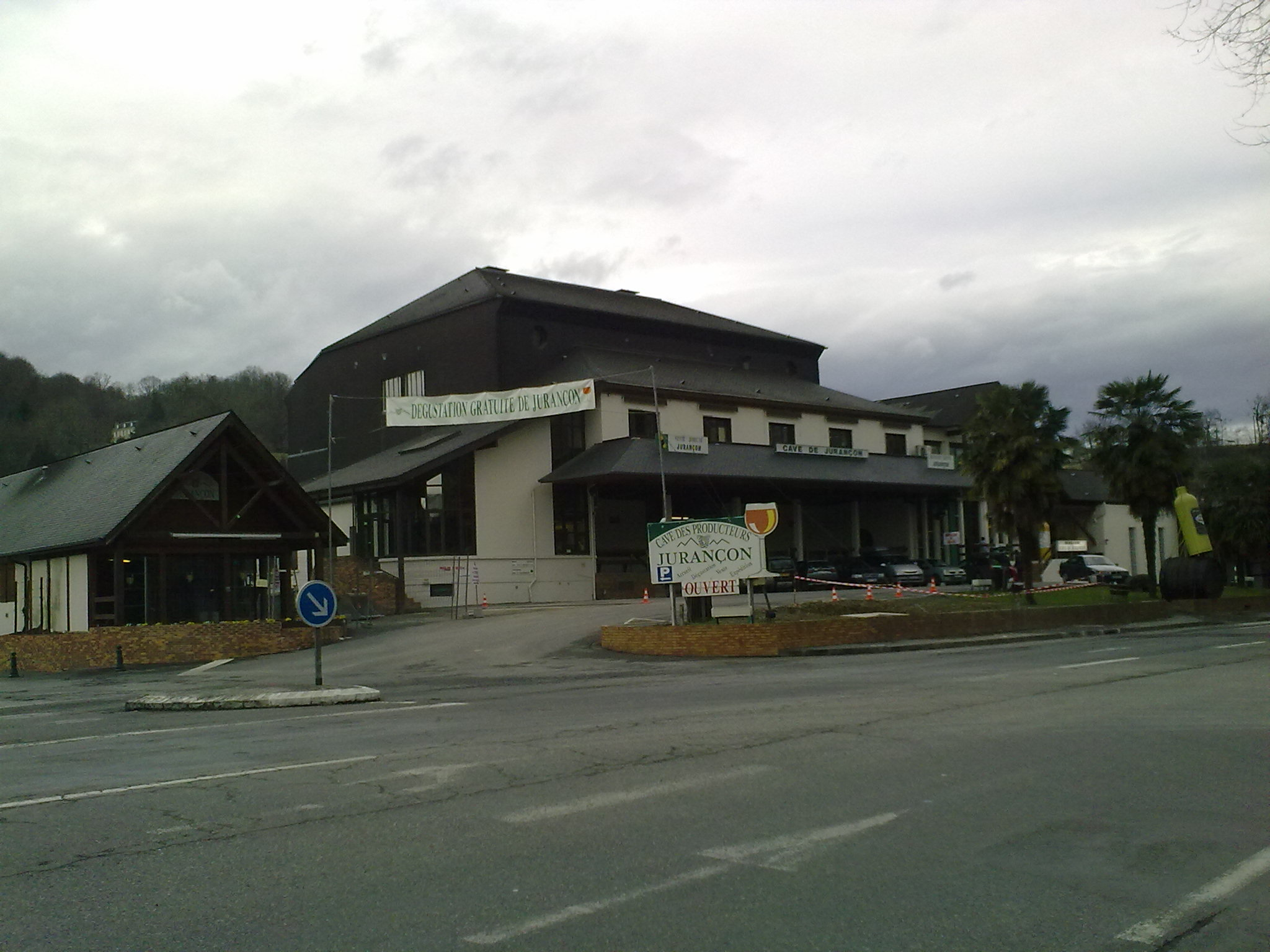
Cave des vins de Jurançon.

La commune fait partie des zones AOC du vignoble du Jurançon et du Béarn.
Dans une région de polyculture traditionnelle le paysage agricole se transforme avec une émergence des élevages de vaches blondes, une production laitière discrète et quelques troupeaux d'ovins.
La commune fait partie de la zone d'appellation de l'ossau-iraty.
Deux marbreries y sont en activité (Marbrerie Tucoulat et Marbrerie du Neez).
Le siège de la société Famille Michaud Apiculteurs - numéro 1 mondial du miel - y est installé depuis 1965, tout comme celui de l'Entreprise Pèes, acteur significatif du secteur du bâtiment et de la rénovation en Béarn, depuis 1936.

## Culture locale et patrimoine

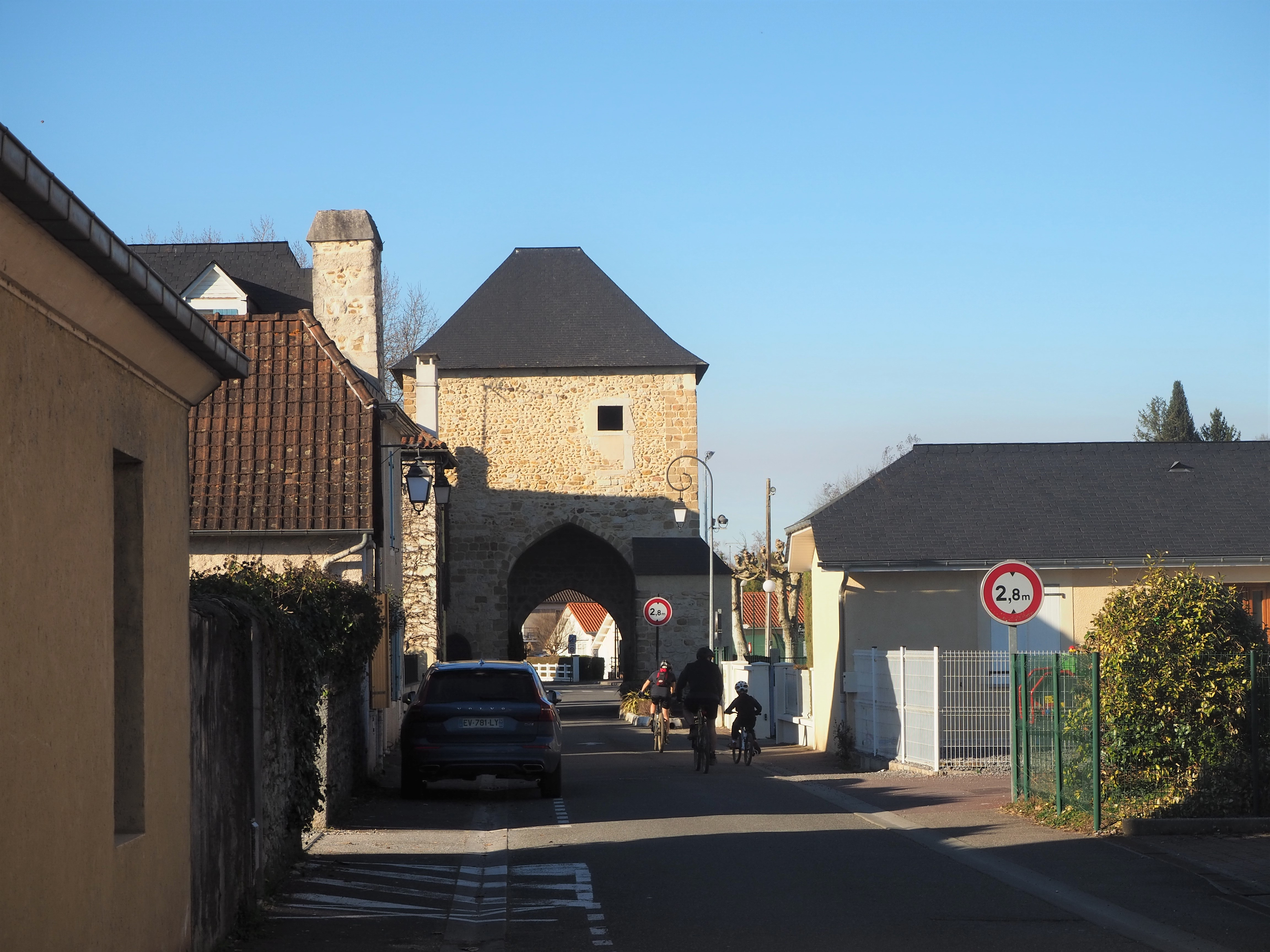
La porte de la Prison de Gan.
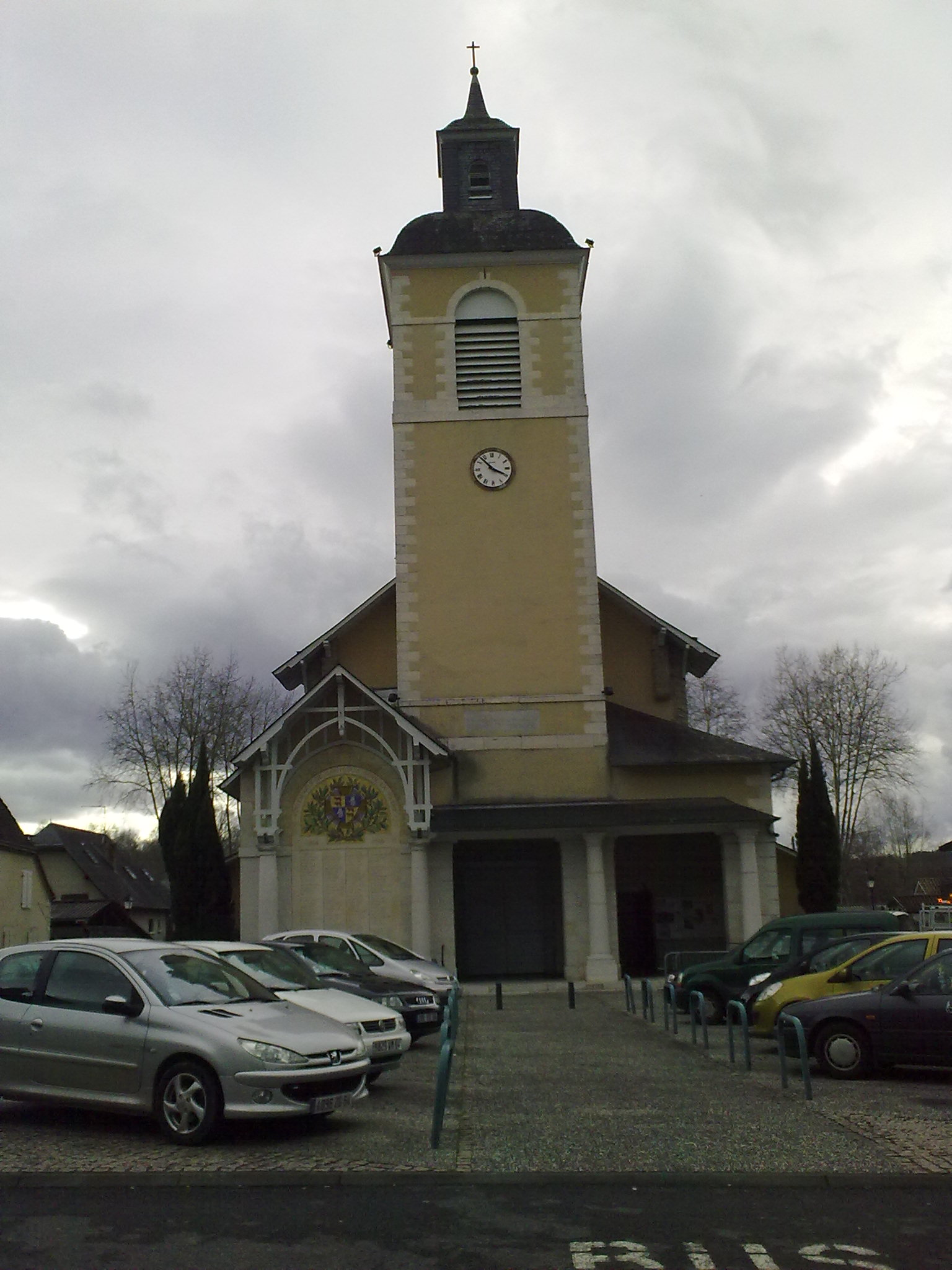
L'église Saint-Barthélémy.

### Lieux et monuments

#### Patrimoine civil
La porte de la prison date du XIVe siècle (1335) ; elle a été inscrite Monument historique par arrêté du 30 décembre 1994.
D'autres éléments du patrimoine témoignent également du passé tels que :
- les bains romains (1748) (eaux ferrugineuses et soufrées) ;
- la maison de Bazirus (rue d'Ossau) ;
- la maison de Guytou (sur la route de Lasseube) ;
- les maisons d'Arrac (1548), d'Andoins (1593) et le château Marca antérieur à 1600 maison natale de Pierre de Marca.

#### Patrimoine religieux

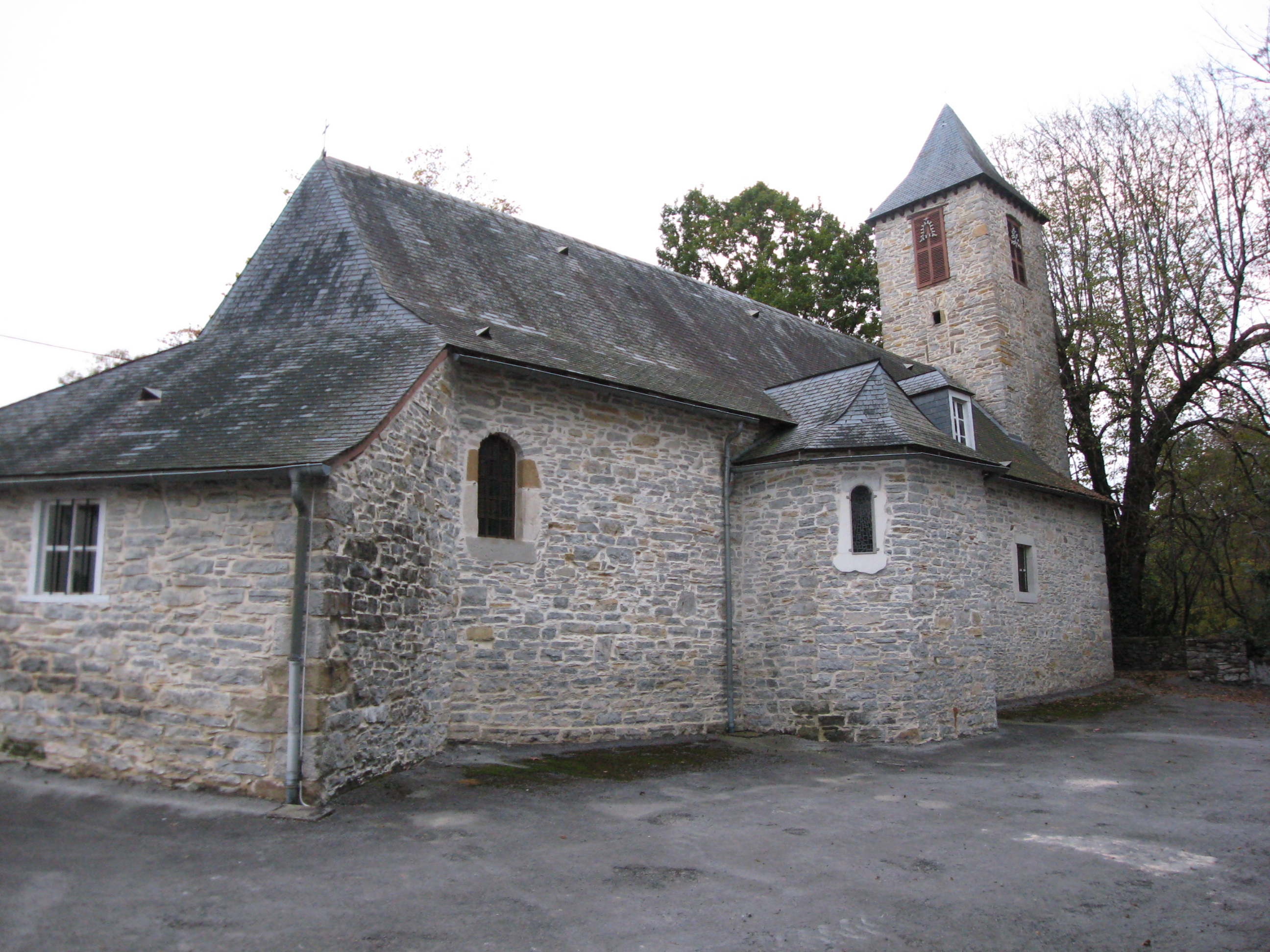
L'église Saint-Pierre à Haut de Gan.

L'église Saint-Barthélémy a été rebâtie à proximité de l'ancienne église Saint-Jean qui fut restaurée en plusieurs phases entre 1811 et 1930.
L'église Saint-Pierre (Haut de Gan) date, elle, de 1838.
On découvre également dans ces églises des vitraux des maitres verriers Mauméjean (en plusieurs épisodes de 1891 à 1939), un chemin de croix (1937 - céramiques de E. Cazaux, artiste biarrot) et un retable en bois doré du XVIIIe siècle.
L'église Saint-Pierre du Haut de Gan est bien antérieure à 1838, puisqu'on en retrouve traces dans le archives paroissiales en 1759 (baptêmes, mariages, sépultures).

### Personnalités liées à la commune
- Pierre de Marca (1594-1662) : historien et archevêque, né à Gan ;
- Brigide Daynes-Grassot (1832-1926), actrice, morte à Gan ;
- Pierre Emmanuel (1916-1984) : poète, né à Gan ;
- Robert Labarthette (1924-2009), joueur de rugby à XV, né à Gan ;
- Jean-Roger Bourdeu (1927-2007) : joueur de rugby à XV, né à Gan ;
- Paule Constant (1944-) : écrivain, prix Goncourt en 1998, née à Gan ;
- Michel Lasnier (1952-), anti-indépendantiste calédonien, né à Gan.

### Héraldique
| Blason de Gan | Blason  | Écartelé d'or à trois pals de gueules, et de gueules aux chaines d'or passées en orle en croix et en sautoir, l'écu accompagné à la droite d'un gand d'azur de la main gauche, bordé d'or, et à la gauche deux vaches passantes de gueules accornées, accollées et clarinées d'azur. |
| Blason de Gan | Détails | Le statut officiel du blason reste à déterminer. |
| Blason de Gan | Alias   | Écartelé, au premier et au quatrième d'or à deux vaches de gueules passant l'une sur l'autre, au deuxième et au troisième, d'azur au gant renversé d'argent, le pouce à dextre. |